# HSM-72
72ème Escadron d'hélicoptères d'attaque maritime
Le Helicopter Maritime Strike Squadron Seven-Two (HELMARSTRIKERON 72 ou HSM-72), également connu sous le nom de "Proud Warriors", est un escadron d'hélicoptères de l'US Navy basé à ma Naval Air Station Jacksonville en Floride. L'escadron fait partie du Carrier Air Wing One et se déploient à bord de l'USS Harry S. Truman (CVN-75) pilotant le SH-60 Seahawk. L'escadron avait été créé sous le nom d'Helicopter Antisubmarine Squadron (Light) Forty Two (HSL-42) le 5 octobre 1984.

## Mission

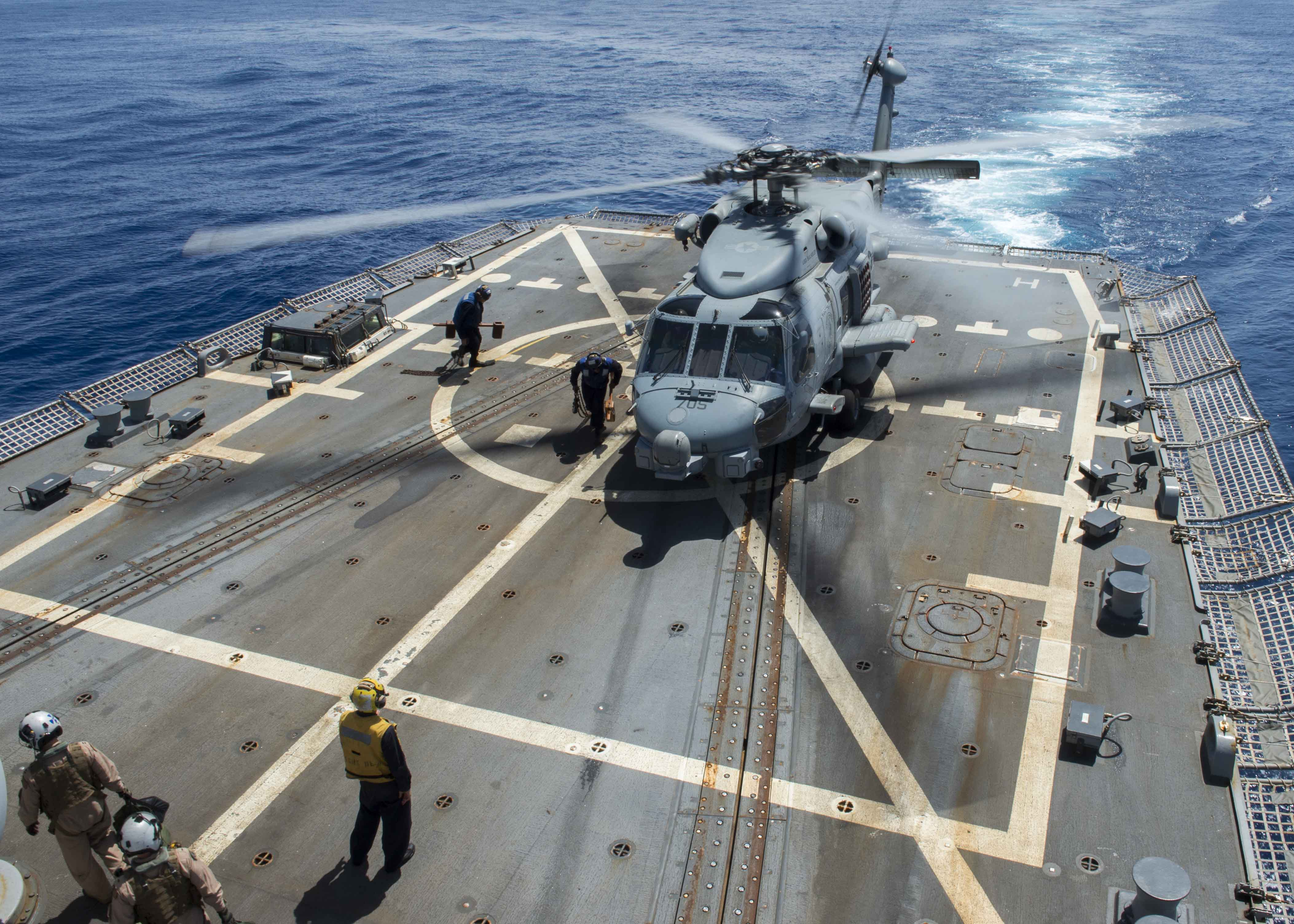
MH-60R Seahawk du HSM-72 sur le destroyer USS Bulkeley (DDG-84) en 2016.

L'escadron utilise l'hélicoptère multimission MH-60R Seawak. Les principales missions comprennent la guerre anti-sous-marine, la guerre en surface, le commandement, le contrôle, les communications, le commandement et le contrôle, la recherche et sauvetage, l'évacuation sanitaire, le ravitaillement vertical, l'appui au feu de surface navale.

## Transition du HSL-42
Le HSL-42 de la base navale de Mayport  a été renommé HSM-72 le 15 janvier 2013 au Naval Air Station Jacksonville. Le changement reflétait leur transition de l'utilisation du SH-60B au MH-60R, ainsi que d'un escadron expéditionnaire basé sur un détachement à l'appui d'une escadre aérienne de porte-avions.

## Récompenses
- Meritorious Unit Commendation
- National Defense Service Medal
- Global War on Terrorism Service Medal
- Global War on Terrorism Expeditionary Medal
- Navy E Ribbon
- Chief of Naval Operations Aviation Safety Award
- Arleigh Burke Fleet Trophy
- Captain Arnold Jay Isbell Trophy
- Blue "M" for Medical Readiness
- CHSMWINGLANT Talon Award